# 101-во средно училище „Бачо Киро“
101 средно училище „Бачо Киро“ се намира в София. То е базово училище на Софийския университет „Св. Климент Охридски“.
Обучението в него обхваща всички образователни степени, включително и подготвителни групи.

## История
Основано е на 11 септември 1938 г. като Първоначално народно училище „Бачо Киро“. Името е дадено в чест на героя от Априлското въстание Бачо Киро Петров. Майстор–строител е Тодор Симов. Първият етаж на сградата е завършен на 15 ноември 1938 г. Към края на 1939 г. е завършен и вторият етаж на училището. През първата учебна година учениците са 190 – в 4 отделения, а на втората – 400 в 8 отделения, учещи на 2 смени полудневно.
За първи път 11 май (празник на училището) – деня, в който Бачо Киро тръгва с четата си от Бяла Черква за Дряновския манастир, е празнуван през 1946 г. 3 години по-късно е открита първата занималня с 20 деца.

## Материална база
Училището разполага с 2 сгради. Повечето кабинети са специализирани – например мултимедиен за чуждоезиково обучение, оборудвани компютърни зали, кабинет по физика, библиотека, стол.
Училищната библиотека е преместена в 2 зали. Създаден е копирен център и информационна система за библиотеката. По-малката зала се ползва като читалня, за срещи, семинари и тържества. Има и компютърни кабинети.
В малката сграда, в която учат учениците от 1 до 4 клас, за децата, които остават на занималня, има игрална зала. Сградите разполагат с физкултурен салон, спортни съоръжения, провеждат се състезания и тържества.
В голямата сграда учат от 5 до 12 клас само 1-ва смяна, докато в малката са на 2 смени. В голямата сграда се намира столовата. Има 2 лавки, медицински кабинет, библиотека, фитнес, ритуална зала.
През 2015, като проект на Ученическия парламент и с подкрепата на директора на училището едно от мазетата е превърнато в мултифункционална спорта зала с много видове разнообразни развлечения за учениците в свободното им време. Откриването на залата се състоя на 22 февруари 2015 година, като залата е открита лично от кмета на София Йорданка Фандъкова.